# Marc Bekoff

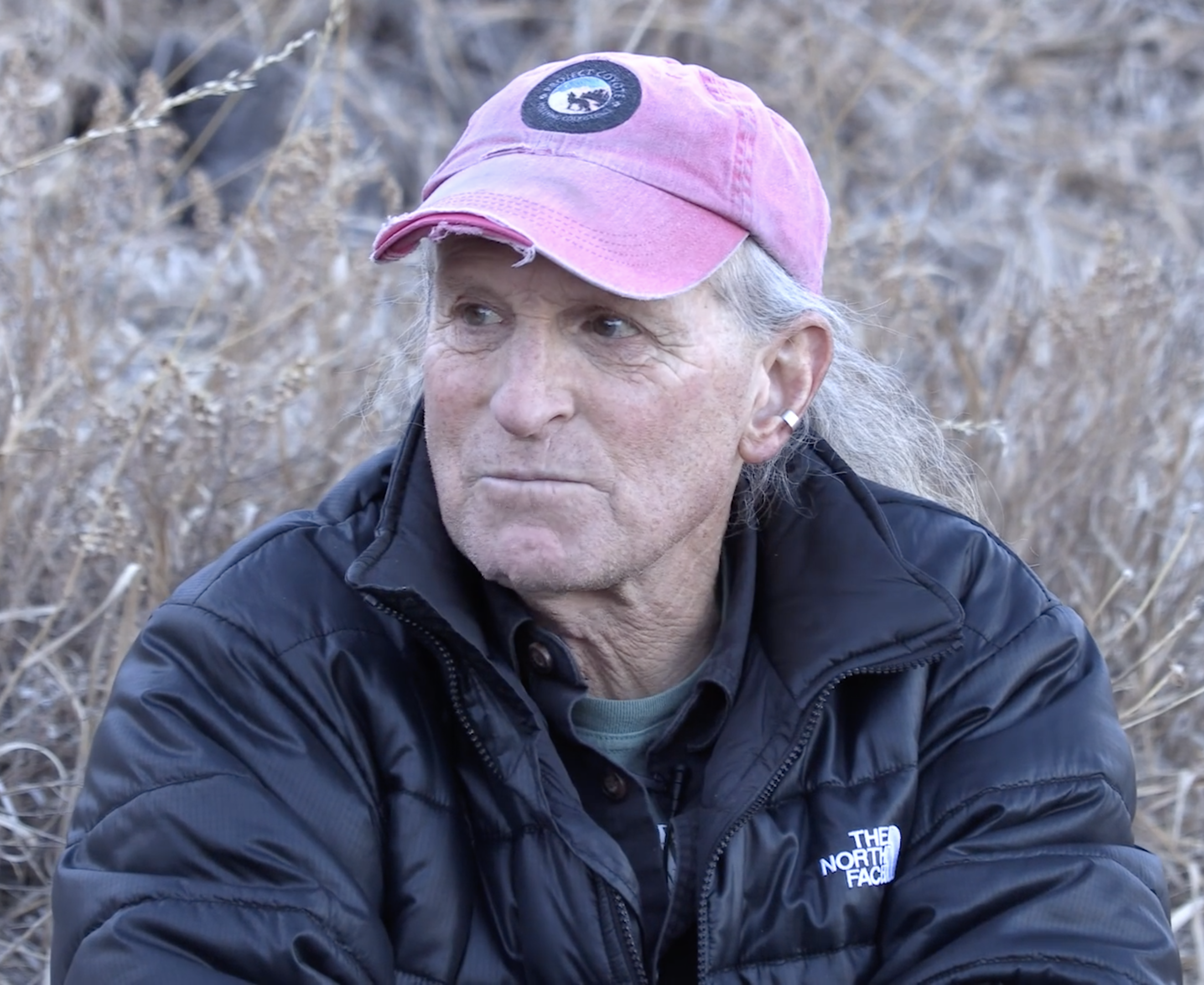
Marc Bekoff

Marc Bekoff (Brooklyn, 6 september 1945) is een Amerikaanse professor emeritus in ecologie en evolutiebiologie aan de Universiteit van Colorado in Boulder.

## Werk
Bekoff houdt zich met name bezig met  en publiceert over dierengedrag, cognitieve ethologie (het bestuderen van het bewustzijn van dieren) en gedragsecologie.

## Bekoff & Goodall
Bekoff werkt als coördinator voor het Roots & Shoots-programma van Jane Goodall. In 2000 richtte hij samen met Goodall Ethologists for the Ethical Treatment of Animals: Citizens for Responsible Animal Behavior Studies op, ter bevordering van het ethisch omgaan met dieren. Bekoff zit ook in het Ethics Committee van het Jane Goodall Institute.